# Орловская синагога
 Орловская синаго́га — культовое сооружение еврейской религии в Орле, единственная синагога в городе и области.

## История
В 1880 году в Орле проживало свыше 500 человек еврейской национальности. Первый еврейский молельный дом в Орле был открыт в 1876 году на улице Московской (здание не сохранилось). К этому времени еврейская религиозная община насчитывала около двухсот человек, что соответствовало своду законов Устава Духовных Дел иностранных исповеданий (издание 1857 года) для организации прихода и строительства неправославного храма. В 1880 году группа евреев подала прошение об открытии второй синагоги. Их недовольство существующей выражалось в том, что в ней среди прихожан преобладало течение хасидизма. В связи с этим в Министерство внутренних дел была подана жалоба на раввина и состоялись его перевыборы, опротестовать которые хасидам не удалось.
В 1905 году на 2-й Никитской улице (ныне Советская) была построена иудейская ритуальная миква, разделённая на мужскую и женскую половину. В 1909 году на средства общины приступили к строительству еврейского молитвенного дома — синагоги. Проект был выполнен губернским инженером Ф. В. Гавриловым при участии орловского архитектора А. А. Химеца. Постройку закончили в 1911 году в день еврейской Пасхи, а официальное открытие состоялось в 1912 году. Недалеко от синагоги с 1840-х годов на правом берегу Оки действовало еврейское кладбище (за гипсовым комбинатом по Московскому шоссе), закрытое в 1962. Просуществовав чуть больше десяти лет, весной 1923 Советская власть синагогу закрыла. В разные годы здесь размещались различные организации: биржа труда, пожарная часть, милиция, школа, аэроклуб ОСОАВИАХИМа, ремесленное училище, автодорожный техникум. Здание сильно пострадало в годы Великой Отечественной войны, а также в результате многочисленных перестроек полностью утратило внутреннюю планировку, не сохранился и венчавший его купол. В 1945 году на улице Сакко и Ванцетти была открыта новая синагога, которую в праздничные дни посещало до 150 человек. В 1992 была вновь создана еврейская религиозная община. В результате судебных разбирательств между религиозной организацией и областным правительством в марте 2016 года было заключено мировое соглашение и 21 ноября здание синагоги было возвращено иудейской общине Орловской области.

Решением Малого Совета Орловского областного Совета народных депутатов от 6.07.1993 года № 81-7 здание синагоги было включено в единый государственный реестр объектов культурного наследия как объект культурного наследия регионального значения.